# Ilaria Venturini Fendi
Ilaria Venturini Fendi (Roma, 7 aprile 1966) è una stilista e imprenditrice italiana terza figlia di Giulio Venturini e della stilista Anna Fendi.

## Biografia
Si appassiona alla moda grazie alla madre Anna Fendi, ex direttore creativo della casa di moda Fendi. Frequenta l'Istituto Europeo di Design e vive il primo approccio professionale con Karl Lagerfeld presso la maison Chanel. 
Tornata a Roma, entra nell'azienda di famiglia assumendo il ruolo di direttore creativo accessori della linea giovane Fendissime e di Shoe Designer per Fendi, ruolo mantenuto anche dopo la vendita dell'azienda al gruppo francese LVMH.
Pur amando il suo ruolo di designer, non riesce più ad accettare l'idea che il duro lavoro di una collezione diventi subito vecchio nel momento in cui viene presentato così, nel 2003, lascia l'azienda di famiglia per dedicarsi alla passione per la natura, ereditata nell'infanzia dal padre.
Acquista una tenuta di 174 ettari a nord di Roma, I Casali del Pino e, mentre si dedica alla conversione al biologico dell'azienda agricola, si appassiona agli aspetti della salvaguardia ambientale e del riciclo di materiali e rifiuti. Alla luce della sua nuova attività, crea il marchio di design e moda ecosostenibile Carmina Campus, basato sull'utilizzo di materiali già esistenti e di scarto, lavorati da artigiani italiani per creare borse, accessori e oggetti d'arredo.
Nel 2009 avvia una collaborazione con l'International Trade Centre (ITC), un'agenzia dell'ONU e dell'Organizzazione Mondiale del Commercio che in molti paesi in via di sviluppo crea opportunità di lavoro nell'artigianato e nell'industria. Il programma coinvolge donne di Kenya ed Uganda provenienti da situazioni di grande svantaggio, per produrre una speciale linea di borse Carmina Campus interamente realizzata in Africa e, in tal modo, dare loro l'opportunità di acquisire una professionalità e diventare microimprenditrici indipendenti.  
Ha collaborato con Socially MadeinItaly per lo sviluppo di un programma riabilitativo di lavoro all'interno di istituti di detenzione monitorato e certificato dal Ministero di Giustizia per il suo impatto socialmente utile, presentando la prima collezione Carmina Campus interamente realizzata nelle carceri nel febbraio 2015. Gli iniziali quattro penitenziari coinvolti nel progetto sono successivamente passati a undici. Nel dicembre 2015 il progetto viene presentato a Palermo in uno spazio vendita confiscato alla mafia.
Ha contribuito a portare in Italia The Circle, l'organizzazione creata nel 2012 da Annie Lennox e Livia Firth a sostegno delle donne in difficoltà, ed è stata tra le fondatrici di The Circle Italia.

## Premi e Riconoscimenti
- 2010 Premio Anter come imprenditrice di moda sostenibile, Firenze
- 2011 World Fashion Grand Prize for Ethical Fashion Design istituito da Fashion4Development Program, Seoul
- 2012 Excellence in ethical business, Dallas
- 2013 Premio Marisa Bellisario "Donne ad alta quota" - Mela d'oro Moda, Arte e Design, Roma[8]
- 2013 "ChièChiAward" Premio Impegno Sociale, Milano
- 2017 Social Laureate Award istituito dalla Camera Nazionale della Moda ed Ecoage, Milano
- 2017 ADI Social Design Award, Milano